# Heterochaeta strachani
Heterochaeta strachani es una especie de mantis de la familia Mantidae.

## Distribución geográfica
Se encuentra en Benín, Burkina Faso, Ghana, Guinea,  Malí, Nigeria, Liberia, Senegal y  Sierra Leona.